# 白艾榮
白艾榮（英語：Alvin Leonard Bragg Jr.，1973年10月21日—）是来自美國纽约的政治家和律师，现任紐約縣地方檢察官，负责曼哈頓地区的法律案件。2021年，他成為第一位當選該職位的非裔美国人。他此前曾担任纽约首席副检察長和纽约南区助理美国聯邦检察官。